# Bretagne (wielerploeg)/2009
Deze pagina geeft een overzicht van de Bretagne-Schuller wielerploeg in  2009.

## Renners
| Naam                | Geboortedatum | Nationaliteit | Ploeg 2008              |
| ------------------- | ------------- | ------------- | ----------------------- |
| Jean-Marc Bideau    | 08-04-1984    | Frankrijk     | Roubaix-Lille Métropole |
| Stéphane Bonsergent | 03-09-1977    | Frankrijk     |                         |
| Dimitri Champion    | 06-09-1983    | Frankrijk     | Bouygues Télecom        |
| Antoine Dalibard    | 10-03-1983    | Frankrijk     |                         |
| Jean-Luc Delpech    | 27-10-1979    | Frankrijk     |                         |
| Sébastien Duret     | 03-09-1980    | Frankrijk     |                         |
| Nicolas Hartmann    | 03-03-1985    | Frankrijk     | Cofidis                 |
| Lilian Jégou        | 20-01-1975    | Frankrijk     | Française des Jeux      |
| Nicolas Jouanno     | 31-10-1987    | Frankrijk     | Neo                     |
| Johan Le Bon        | 03-10-1990    | Frankrijk     | Neo                     |
| Romain Lebreton     | 23-01-1984    | Frankrijk     |                         |
| Noan Lelarge        | 23-06-1975    | Frankrijk     |                         |
| Gaël Malacarne      | 02-04-1986    | Frankrijk     | Neo                     |
| Cyrille Monnerais   | 24-08-1983    | Frankrijk     | Française des Jeux      |
| Yann Pivois         | 20-01-1976    | Frankrijk     |                         |
| Yann Rault          | 01-09-1986    | Frankrijk     |                         |

## Overwinningen
Ronde van de Finistère
Winnaar: Dimitri Champion
Nationaal kampioenschap op de weg, Elite
Kampioen: Dimitri Champion
Vierdaagse van Duinkerke
3e etappe: Sébastien Duret
Mannen: 2005 · 2006 · 2007 · 2008 · 2009 · 2010 · 2011 · 2012 · 2013 · 2014 · 2015 · 2016 · 2017 · 2018 · 2019 · 2020 · 2021 · 2022 · 2023 · 2024 · 2025
Vrouwen: 2020 · 2021 · 2022 · 2023 · 2024 · 2025